# Daraen
Daraen (ルフレ, Reflet), ou Robin en version anglaise, est un personnage issu de la franchise de jeux vidéo Fire Emblem. Il apparaît dans le treizième volet de la série, Fire Emblem: Awakening, sorti sur Nintendo 3DS en 2012. Stratège amnésique au passé mystérieux, il fait partie des trois principaux protagonistes du jeu, avec le prince du Saint-Royaume d'Ylisse Chrom et sa fille Lucina. Il figure également de manière plus mineure dans certains épisodes ultérieurs de la série, ainsi que dans les jeux de la série Super Smash Bros. depuis l'épisode for Nintendo 3DS / for Wii U, et a même fait un caméo dans le jeu Code Name: S.T.E.A.M..
Dans Fire Emblem: Awakening, Daraen a pour statut particulier d'être l'avatar du joueur : c'est à travers lui que ce dernier vit le scénario du jeu, ce qui lui permet d'influencer modestement le cours des évènements. Pour appuyer ce fait, beaucoup de cinématiques hors du moteur de jeu sont d'ailleurs en vue subjective. Mais surtout, c'est un personnage profondément customisable : son nom, sexe, date d'anniversaire, taille, visage, coupe et couleur de cheveux et même tonalité de voix peuvent être personnalisés. Il peut également développer sa relation avec tous les autres personnages du jeu grâce au système de soutien, permettant notamment à chaque personnage d'en épouser un autre du sexe opposé afin de donner naissance à un enfant héritant des caractéristiques de ses parents. Le joueur est ainsi fortement incité à marier Daraen à son personnage du sexe opposé favori, ce qui aboutira à la naissance d'un enfant, Linfan (Morgan en version anglaise), de sexe opposé à celui de l'avatar.
Son rôle de premier plan dans Fire Emblem: Awakening, jusqu’alors plus grand succès commercial international de la série, ainsi que ses apparitions dans la série Super Smash Bros. ont fait de Daraen l'une des figures les plus reconnaissables de l'univers Fire Emblem, et il est considéré par beaucoup comme le meilleur personnage avatar de la série,.

## Apparence
L'apparence de Daraen est grandement personnalisable, mais quoi qu'il arrive, c'est un jeune homme ou une jeune femme qui porte toujours une grande cape noire sur la majeure partie du corps, au dessus de vêtements plus clairs. Par défaut, le personnage a des cheveux blancs, plus longs et avec deux couettes pour la version féminine, qui sont utilisés dans ses apparitions hors Fire Emblem: Awakening. Il est souvent représenté armé soit d'un "tome" (livre) de magie contenant des incantations pour divers sorts, soit d'une "épée orage", une épée magique pouvant être utilisée au corps-à-corps ou à distance, faisant tomber un éclair sur l'ennemi. Tout ceci contribue à donner à Daraen un air érudit et prédisposé à l'étude de la stratégie militaire et de la magie (cette dernière étant généralement présentée comme une science dans l'univers Fire Emblem).
Dans Fire Emblem: Awakening, son character design est assuré par Yūsuke Kozaki. Le cas de son doublage est plus complexe, Daraen présentant en effet plusieurs voix pour chaque sexe en japonais et an anglais, généralement jouées par différents comédiens. Après Awakening, un comédien pour chaque version du personnage a été désigné pour devenir sa voix standard : en japonais, Yoshimasa Hoyosa pour la version masculine et Miyuki Sawashiro pour la version féminine : en anglais, David Vincent pour la version masculine et Lauren Landa pour la version féminine.

## Personnalité
Daraen est cordial avec ses alliés et, bien que parfois exaspéré par les extravagances de certains, se montre patient et à l'écoute de ceux qui recherchent sa compagnie, convaincu que forger des relations solides rend le groupe plus fort. Il est très sensible aux sentiments des autres et peut découvrir la source des troubles intérieurs de la plupart des gens en quelques conversations importantes. La dragonne Tiki, qui a recontré Marth 2000 ans plus tôt, remarque que Daraen partage beaucoup de points communs avec ce dernier, en particulier leur nature charismatique et de leur capacité à se lier d'amitié avec tous ceux qu'ils rencontrent.
Daraen est un stratège brillant, bien que ses plans puissent parfois paraître insensés. Ses stratégies ont constamment mené ses forces bien plus réduites à la victoire face à des forces ennemies largement supérieures. C'est aussi un grand lecteur, particulièrement de manuels de stratégie et d'ouvrages historiques.
Lorsqu'il est révélé que Daraen est le réceptacle du dragon déchu Grima, destiné à régner sans partage sur le monde dans le futur, il est rongé par le doute quant à ses propres capacités. Rassuré par Chrom et Lucina, Daraen trouve le courage de s'opposer à Grima quitte à le payer de sa vie, estimant qu'il vaut mieux échanger une vie pour d'innombrables autres.

## Apparitions

### Synthèse
| Année | Jeu                                            | Plateforme                        | Jouable | Notes                                                |
| ----- | ---------------------------------------------- | --------------------------------- | ------- | ---------------------------------------------------- |
| 2012  | Fire Emblem: Awakening                         | Nintendo 3DS                      | Oui     |                                                      |
| 2014  | Super Smash Bros. for Nintendo 3DS / for Wii U | Nintendo 3DS / Wii U              | Oui     |                                                      |
| 2015  | Code Name: S.T.E.A.M.                          | Nintendo 3DS                      | Oui     | Amiibo requis, avatar masculin uniquement            |
| 2015  | Fire Emblem Fates                              | Nintendo 3DS                      | Oui     | Amiibo requis, avatar masculin uniquement            |
| 2017  | Fire Emblem Heroes                             | iOS / Android                     | Oui     |                                                      |
| 2017  | Fire Emblem Echoes: Shadows of Valentia        | Nintendo 3DS                      | Non     | Illusion (Amiibo requis), avatar masculin uniquement |
| 2017  | Fire Emblem Warriors                           | Nintendo Switch, New Nintendo 3DS | Oui     |                                                      |
| 2018  | Super Smash Bros. Ultimate                     | Nintendo Switch                   | Oui     |                                                      |
| 2023  | Fire Emblem Engage                             | Nintendo Switch                   | Oui     | Emblème, avatar masculin uniquement                  |

### Dans la sérieFire Emblem
Dans Fire Emblem: Awakening, Daraen occupe le rôle de stratège dans l'armée du prince d'Ylisse, Chrom. Il est retrouvé inconscient et amnésique par ce dernier, dont il devient rapidement un ami fidèle. Au cours du conflit qui oppose Ylisse à Plegia, Daraen à l'occasion de faire ses preuves et permet à Ylisse de remporter la guerre, non sans avoir à subir la perte de sa souveraine, la sœur de Chrom Emmeryn. Si Daraen est une femme, elle a la possibilité à ce moment de l'histoire d'épouser Chrom, appelé à devenir roi, ce qui lui permet de devenir la mère de Lucina.
Un an plus tard, Daraen apprend de la part du nouveau roi de Plegia, le chef de la secte de Grima Valldar, qu'il ou elle est le fils ou la fille de ce dernier et est le réceptacle du dragon déchu Grima, qui dévastera le monde dans le futur. Après la résurrection de Grima, Daraen comprend qu'il lui possible de le tuer et sauver le futur, une partie de Grima résidant dans son corps, bien que cela doive se faire au prix de son propre sacrifice. Lors du combat final, Daraen peut choisir de laisser Chrom porter le coup de grâce, ne faisant que sceller Grima pour 1000 ans, ou le faire lui-même et l'abattre pour toujours en en acceptant les conséquences. Dans ce dernier cas, Daraen parvient toutefois à survivre, seule la part de Grima en lui étant tuée.
Dans Fire Emblem Fates, Daraen peut être recruté grâce à l’amiibo à son effigie, mais ne joue aucun rôle significatif dans l’histoire. Par ailleurs, seule son incarnation masculine est disponible.
Ce même amiibo permet également d'invoquer une illusion fantomatique de Daraen (homme) le temps d'une bataille dans Fire Emblem Echoes: Shadows of Valentia.
De plus, son incarnation masculine apparaît dans le passe d'extension de Fire Emblem Engage sous forme d'Emblème aux côtés de Chrom, c'est-à-dire pouvant être invoquée par une unité pour bénéficier de certaines de ses aptitudes. Son rôle dans l’histoire y est également modeste.
Daraen apparaît aussi dans ses deux versions dans certains jeux dérivés de la série, comme le jeu mobile Fire Emblem Heroes, un cross-over entre l'ensemble des jeux de la série, mais également dans Fire Emblem Warriors premier du nom, un cross-over avec la série Dynasty Warriors comprenant de nombreux personnages issus de l’univers Fire Emblem.

### Dans la sérieSuper Smash Bros.
Daraen est un personnage jouable dans Super Smash Bros. for Nintendo 3DS / for Wii U dès la sortie du jeu. Sa présence est confirmée dans une bande-annonce publiée le 14 juillet 2014. Son style de combat y est assez unique et éloigné des autres combattants représentant la série Fire Emblem, mêlant escrime et sorts de magie divers.
On le retrouve aussi dans Super Smash Bros. Ultimate, où il peut être débloqué dans le mode La Lueur du monde.

### Dans d’autres jeux
Daraen est un personnage bonus du jeu 3DS Code Name: S.T.E.A.M., du même développeur que la série Fire Emblem, Intelligent Systems. Il est débloqué en utilisant l’amiibo à son effigie.